# Cautotriphora jazwinskii
Cautotriphora jazwinskii is een slakkensoort uit de familie van de Triphoridae. De wetenschappelijke naam van de soort is voor het eerst geldig gepubliceerd in 1990 door Kosuge.